# National Aerospace Laboratories
National Aerospace Laboratories (NAL), è la prima più grande azienda aerospaziale dell'India. È stata istituita dal Consiglio di ricerca scientifica e industriale (CSIR) a Delhi nel 1959 e la sua sede è stata successivamente trasferita a Bangalore nel 1960. La società opera a stretto contatto con HAL, DRDO e ISRO e ha la responsabilità primaria di sviluppare aerei civili in India. Il mandato CSIR-NAL è quello di sviluppare tecnologie aerospaziali con un forte contenuto scientifico, progettare e costruire velivoli civili di piccole e medie dimensioni e supportare tutti i programmi aerospaziali nazionali.
NAL è un'istituzione orientata all'alta tecnologia che si concentra su argomenti avanzati nel settore aerospaziale e nelle discipline correlate. Inizialmente nato come National Aeronautical Laboratory, è stato ribattezzato National Aerospace Laboratories per riflettere il suo maggiore coinvolgimento nel programma spaziale indiano, le sue attività multidisciplinari e il posizionamento globale. È l'unico laboratorio aerospaziale civile dell'India con un alto livello di competenza e l'esperienza dei suoi scienziati è riconosciuta a livello globale.
NAL impiega uno staff di circa 2.500 con circa 350 professionisti R&S a tutti gli effetti.  NAL è dotato di strutture come il centro della galleria del vento di Nilakantan e una struttura di prova computerizzata della fatica. NAL dispone anche di strutture per lo studio di guasti e incidenti nel settore aerospaziale.